# Luki (Messer)
Die Luki ist eine Machete aus Java.

## Beschreibung
Die Luki hat eine einschneidige, schwere Klinge. Die Klinge ist ungewöhnlich geformt. Vom Heft aus ist die Klinge mit einem hammerartigen Vorsprung versehen der wieder zur Klinge hin zurückläuft und dann hakenförmig endet. Die Schneide ist auf der konkaven Seite der Klinge. Das Heft ist aus Holz, gerade und am Knauf abgerundet. Das Luki wird von Ethnien auf Java benutzt.